# Bohr-effect

Verschillen in de ruimtelijke structuren van oxy- en desoxyhemoglobine.

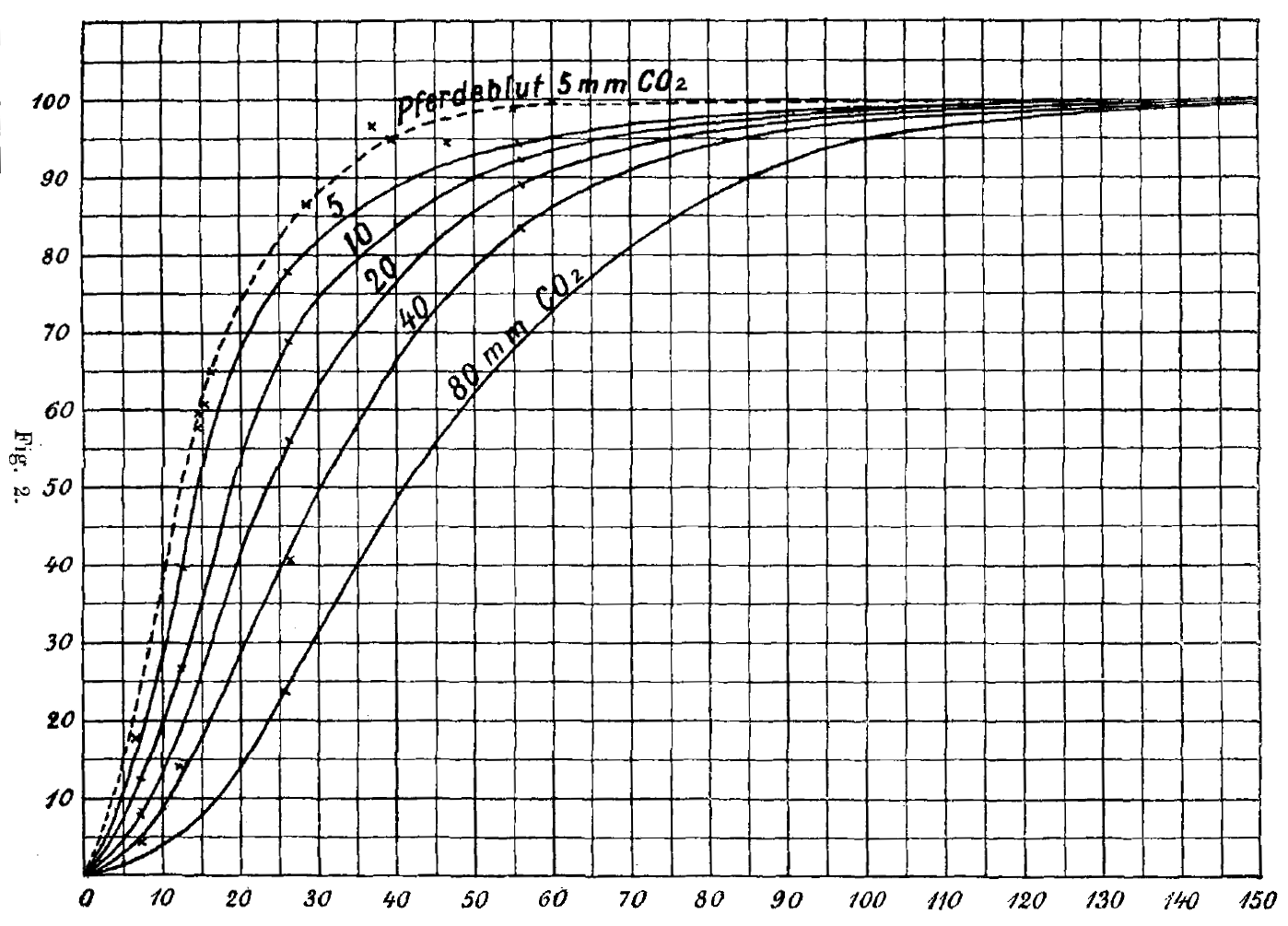
Percentage oxyhemoglobine als functie van de partiële druk van zuurstof in het bloed van paarden voor verschillende waarden van de kooldioxidedruk in mmHg, uit de eerste beschrijving van het Bohreffect

Het Bohr-effect is de eigenschap van hemoglobine dat als de concentratie van koolstofdioxide in het bloed toeneemt, de afgifte van zuurstof aan cellen toeneemt. Het afnemen van de affiniteit van hemoglobine voor zuurstof is er de oorzaak van en dit kan weer het gevolg van verschillende factoren zijn. Het omgekeerde Bohr-effect treedt op bij een verlaging van de concentratie van kooldioxide. Door veel te ademen, gaat er veel kooldioxide verloren en geeft het hemoglobine nog maar weinig zuurstof af aan cellen. 
Dit effect werd voor het eerst in 1904 door de Deense fysioloog Christian Bohr beschreven. De zuurstof wordt afgegeven aan omliggende weefsels. Dit effect kan ook optreden als de pH, de zuurgraad, van het bloed afneemt, of de temperatuur en de verdringing van zuurstof uit het hemoglobine toenemen. Het omgekeerde Bohr-effect betekent dat hemoglobine in het bloed juist meer zuurstof opneemt.
In samenwerking met het Bohr-effect is er ook het Haldane-effect.

## Factoren van het Bohr-effect
Er zijn vier factoren die een rol spelen bij het Bohr-effect:
1. verhoging van de koolstofdioxideconcentratie
2. afname van de pH
3. stijging van de temperatuur
4. een stof, bijvoorbeeld cyanide of koolstofmonoxide, met een hogere affiniteit voor hemoglobine dan zuurstof, verdrijft de zuurstof uit het hemoglobine.

Vooral de eerste drie factoren komen veel voor in actieve weefsels. Door de rechtsverschuiving van de zuurstofdissociatiecurve in de bijgaande grafiek daalt het oxyhemoglobinegehalte van het bloed en wordt automatisch de zuurstofafgifte van hemoglobine aan actieve weefsels verhoogd.

## Omgekeerde Bohr-effect
Het omgekeerde Bohr-effect treedt op als er sprake is van:
1. een verlaging van de koolstofdioxideconcentratie
2. een toename van de pH
3. een daling van de temperatuur

Door de linksverschuiving van de zuurstofdissociatiecurve, wordt de zuurstofopname van hemoglobine verhoogd. Dit vindt vooral in de longen plaats.